# Association féline canadienne
Pour les articles homonymes, voir AFC et CCA.
L'Association féline du canadienne (AFC), aussi connue sous le nom de (Canadian Cat Association) (CCA), est une association canadienne tenant les registres des chats de race, fournissant pedigrees et établissant les standards des races. Créée en 1960, elle compte en 2010 plus de 190 000 chats inscrits.

## Missions
Parmi les énoncés de la mission de l'association, on retrouve :
- Identification positive des chats
- Valorisation de la crédibilité des pedigrees
- Groupe de pression auprès des gouvernements
- Promotion des responsabilités des propriétaires d'animaux de compagnie
- Augmentation de la visibilité de l'association
- Fournir diverses informations au grand public et à leurs membres

## Races reconnues
Les races reconnues par l'AFC sont :
- A : Abyssin - American curl - American shorthair - American wirehair - Angora turc
- B : Balinais - Bengal - Birman - Bleu russe - Bobtail japonais - Bombay - British shorthair - Burmese - Burmilla
- C : Chartreux - Colorpoint shorthair - Cornish rex - Cymric
- D : Devon rex
- E : Exotic shorthair
- F : Foldex - Foreign Burmese
- H : Havana brown - Himalayen
- K : Korat
- M : Maine coon - Manx - Mau égyptien
- N : Norvégien
- O : Ocicat - Oriental
- P : Persan - Pixie-bob
- R : Ragdoll
- S : Scottish fold - Selkirk rex - Siamois - Sibérien - Singapura - Somali - Sphynx
- T : Tonkinois
- Y : York chocolat